# Winduga (województwo mazowieckie)
Winduga – wieś w Polsce położona w województwie mazowieckim, w powiecie kozienickim, w gminie Magnuszew.
W latach 1975–1998 miejscowość należała administracyjnie do województwa radomskiego.